# Tarso Toussidé
Ne doit pas être confondu avec Pic Toussidé.
Le Tarso Toussidé est un massif volcanique du Tchad situé dans le nord-est du pays, à l'extrémité occidentale du massif du Tibesti.
Couvrant une superficie de 6 000 km2, il est composé de plusieurs cônes, stratovolcans, cratères et caldeira dont notamment les caldeiras de Yirrigue et du Trou au Natron et le stratovolcan du pic Toussidé, le point culminant du massif avec 3 296 mètres d'altitude. Composé de trachyte et de trachy-andésite, ce massif volcanique s'est édifié au Pléistocène sur des schistes du Précambrien et des grès du Paléozoïque,. De grandes coulées de lave d'aspect récent parties du pic Toussidé s'étirent sur 25 kilomètres sur son flanc ouest,. Le sommet présente des fumerolles et des laves récentes d'âge vraisemblablement historique.
Le sel présent au fond du Trou au Natron (Doon Orei, le « Grand Trou » pour les Toubous de dialecte teda) est le résultat de l’évaporation d’un lac. Tout comme l’Era Kohor, le Trou au Natron a, pour des raisons orographiques pendant l’Holocène moyen (période située entre 9 000 et 5 000 ans avant notre ère), reçu des précipitations intenses. La forte élévation du relief précipitait alors l’humidité contenue dans les masses d’air venues du nord-est depuis la Méditerranée (et non de la mousson africaine venant du sud-ouest), ce dont ne bénéficiaient pas les plaines et plateaux même proches. Dans sa plus vaste extension, le lac du Trou au Natron a atteint 330 mètres de profondeur pour une surface d’environ 31,6 km2 et un volume de 10,5 km3.